# クレヨンしんちゃん オラの引越し物語 サボテン大襲撃
『クレヨンしんちゃん オラの引越し物語 〜サボテン大襲撃〜』（クレヨンしんちゃん オラのひっこしものがたり サボテンだいしゅうげき）は、2015年4月18日に公開された『クレヨンしんちゃん』劇場映画シリーズ第23作目。

## 概要

### ストーリー案
シリーズとしては初めて「野原一家の引越し」をテーマにしており、第19作『嵐を呼ぶ黄金のスパイ大作戦』（2011年）以来4年ぶりに海外を舞台とする。ひろしの異動によりメキシコに引っ越した野原一家と、そこで巻き起こる事件を軸として、物語が展開されていく。
シンエイ動画プロデューサーの吉田有希は本作の引っ越しという要素について、「今回は、大きく設定を揺るがすようなことをやりたい」という発想の原点があり、そのうえでどこで何をやるかと考えた結果、「パニックものはやってないなぁ…ということでメキシコに引っ越してサボテンに襲われるという話になりました」と語っている。吉田はその年の7月31日の放送からテレビシリーズのチーフプロデューサーに昇格している。
当初はインドを舞台とする案も存在したが、もろもろの事情でメキシコに変更された。メキシコが選ばれた理由としては「ほとんどの人が名前を知っているが実際に行った事のある人はあまりいないという微妙なさじ加減が良かった」と監督の橋本は語っている。また、製作にあたって現地取材も行われ、作中の街並みやゲストキャラクターなどに活かされている。
上映時間は104分と、第20作『嵐を呼ぶ!オラと宇宙のプリンセス』（2012年）以来3年ぶりに100分を越しており、歴代で3番目の長さである。
テレビシリーズに登場するキャラクターが多く登場している。また、本田ケイコ（おケイ）と小山むさえ、屈底厚子、屈底アツミ、四郎は本作が劇場版初登場である（ただし、屈底厚子、屈底アツミ、四郎は、声なしでの登場。）。

### ゲスト声優
2015年2月24日にはゲスト声優としてお笑いコンビ・日本エレキテル連合とHKT48（当時）の指原莉乃を起用した事が発表された。日本エレキテル連合は本作でアニメ声優初挑戦となり、本人役で出演する。この他、テレビ朝日アナウンサー（当時）の宇賀なつみがサボテンフェスティバルをリポートするアナウンサー役で出演する。

### スタッフ
監督は、第21作『バカうまっ!B級グルメサバイバル!!』の監督を務めた橋本昌和が2年ぶりの再登板。脚本は、テレビシリーズにも参加して第21作の脚本を担当したうえのきみこが同じく2年ぶりの再登板となったが、今回は初の単独脚本である。
作画面でのキャラクターデザインには前作『ガチンコ!逆襲のロボとーちゃん』（2014年）の大塚正実から、第9作『嵐を呼ぶ モーレツ!オトナ帝国の逆襲』（2001年）のデザインを手掛けた末吉裕一郎が2年ぶりの再登板となり、原勝徳と共同でキャラクターデザインを担当している。メキシコ人のキャラクターデザイン原案とキラーサボテンのデザインにはEunYoung Choiを起用。演出面では前作を監督した髙橋渉が絵コンテと演出を、湯浅政明が同じく前作に引き続き絵コンテと原画で参加し、本作ではバス内のアクションシーンを担当している。
本作は園長先生及びナレーションを演じてきた納谷六朗がライブラリ出演しているが、納谷は映画公開前の2014年11月17日に死去している。今回の出演について製作サイドは「園長先生のセリフは、納谷六朗さんの生前の声を使用したものです。春日部のみんなに野原一家が別れを告げるという場面を描く時、そこに園長先生がいないというのはあり得ないので、今回、このような形で登場してもらいました。後任を選ぶかどうかを含め園長先生について今後どのようにしていくかは、ただいま検討中です」とコメントしていたが、2015年10月9日放送分のテレビシリーズより森田順平が担当している。また、大原ななこが第11作『嵐を呼ぶ 栄光のヤキニクロード』以来12年ぶりに登場しており、声は死去した紗ゆりに代わって2代目の伊藤静が担当した。同じく、双葉商事の部長が第17作『オタケベ!カスカベ野生王国』以来6年ぶりに登場しており、声は死去した郷里大輔に代わって2代目の大友龍三郎が担当した。なお、大友が演じる部長が登場するのは、テレビシリーズ・映画を含めて初である。テレビシリーズでは2015年6月12日放送分より演じる。

### 主題歌
2015年1月30日には主題歌にゆずが起用されることが発表された。ゆずがアニメーション映画の主題歌を担当するのは2013年公開の「劇場版 HUNTER×HUNTER -The LAST MISSION-」以来2年ぶり4度目となる。また、映画公開に先立ち同年の2月6日放送回からのテレビシリーズのEDも務めることとなった。
本楽曲は明るくも哀愁感漂うポップナンバーで、ラテンテイストあふれるリズムにストレートで心温まるメッセージを込めた歌詞がマッチした楽曲となっている。レコーディングには海外ミュージシャンを招き、マリンバ、ケーナ、フィドル、マラカスなどさまざまな楽器が取り入れられた。チーフプロデューサーの松久智治は心にシンプルに迫る詩とメロディで、ラテンの明るさと力強さを伴い、笑いと感動を1曲の中で表現していると語っている。
ちなみにゆずは、2018年7月6日放送分のTVシリーズより主題歌『マスカット』を担当している。

### 関連企画・その他
引越しにちなみ、2015年3月25日に春日部市の春日部市役所にて「春日部さよならセレモニー」が開催。当イベントには野原しんのすけ自らが市役所に転出届を提出し、最後には駆けつけた市民達を含んだ記念撮影も行われた。公開二日前の2015年4月16日には永田町にある在日メキシコ大使館に査証（ヴィザ）申請書を提出した。カルロス・アルマダ大使は「メキシコはカラフルな国、楽しい生活が送れることでしょう。これを機に日本とメキシコの子供達の良い交流になればと願います」とコメントしている。一方「引越し先」となるメキシコの日本大使館では4月21日に野原しんのすけが来訪して在留届を提出し、大使の山田彰から両親の「在外選挙人登録申請書」を手渡されている。メキシコでは日本メキシコ学院にも訪れたほか、大使館訪問時には現地でしんのすけの声を担当する声優も駆けつけた。
劇中で本作のキャラクター・マリアッチを演じる浪川大輔が歌う劇中歌『愛して、アミーゴ』が公開初日の4月18日に配信された。
海外へ行く本作にあわせ、過去に野原一家が春日部以外の場所で巻き起こすストーリーを集めたDVD「クレヨンしんちゃん きっとベスト☆密着!カスカベ脱出 上巻・下巻」が2015年3月27日にバンダイビジュアルより発売された。「上巻」は日本国内、「下巻」は海外でのエピソードが収録されている。
なお、44日後（平成27年5月7日）にしんちゃん一家は無事に春日部に帰って来た。
また、作中に成田空港第1ターミナルの天井およびアエロメヒコ航空のボーイング787型機が塗装、APU排気口、レイクド・ウィングチップに至るまで忠実に描かれている。一方、作中では飛行機が夜に出発しているが、アエロメヒコのメキシコシティ行きは2014/15年冬ダイヤにおいて成田空港15時発(AM57便)であるため、実際とは異なる。

### テレビシリーズにおける関連作品
2015年3月6日放送分において「引越し」という題材に合わせ、まだアパートに住んでいた野原一家が今のマイホームを買うストーリー「若い二人はこうして家を買ったゾ」が前編・後編で放送された。また、映画公開前日の4月17日放送分でも、「サボテン」ではなく「たけのこ」を題材にした作品「たけのこ大襲撃だゾ」が前編・後編で放送された。さらに5月1日放送分のAパートでは劇中の同時期にあった、もうひとつの引越し物語として「シロの引越し物語だゾ」が放送されテレビシリーズと映画の内容がリンクしている。
| 放送日  | タイトル                       | 脚本         | 絵コンテ     | 演出         | 作画監督              |
| ------- | ------------------------------ | ------------ | ------------ | ------------ | --------------------- |
| 3月6日  | 若い二人はこうして家を買ったゾ | 清水東       | ムトウユージ | ムトウユージ | 間々田益男 入江康智   |
| 4月17日 | たけのこ大襲撃だゾ             | うえのきみこ | 平井峰太郎   | 平井峰太郎   | 橋本とよ子 間々田益男 |
| 5月1日  | シロの引越し物語だゾ           | うえのきみこ | 増井壮一     | ムトウユージ | 末吉裕一郎            |

### 興行成績
全国339スクリーンで公開され、2015年4月18、19日の初日2日間で興行3億8,940万5,800円、動員32万9977人となり、映画観客動員ランキング（興行通信社調べ）で初登場第4位となった。また、ぴあの調査による初日満足度ランキングでは満足度91.6を獲得し、第1位となっている。さらに、連休明けの5月6日時点（映画公開から2週間半）で興行収入歴代4位の16億4452万5000円を突破し、前作『ガチンコ!逆襲のロボとーちゃん』の同じ時点での興行収入をはるかに超えた。公開から30日で『ガチンコ!逆襲のロボとーちゃん』の興行収入を超え、歴代3位の19億230万8500円を記録した。5月27日のテレビ朝日の会見により、動員172万5634人、興行収入20億1901万円と発表され、第2作の『ブリブリ王国の秘宝』（1994年）以来、21年ぶりに興行収入20億を超えた。
そして6月27日までの集計で『アクション仮面VSハイグレ魔王』（1993年）の興行収入22.2億を上回り、シリーズ最高記録を更新したことが配給元の東宝の調べで判明した。
最終興収は22億9000万円。なお、この記録は、『しん次元! クレヨンしんちゃん THE MOVIE 超能力大決戦 〜とべとべ手巻き寿司〜』がこの記録を更新するまで破られなかった。

### テレビ放送
次作『爆睡!ユメミーワールド大突撃』の公開を記念するかたちで、2016年4月1日放送分の『ドラえもん・クレヨンしんちゃん 春だ!映画だ!3時間アニメ祭り 第2弾・第2部』（19:35 - 21:48）で、エンディング部分はダイジェスト、オープニングを含め本編はノーカットにて地上波で初放送された。また、2021年4月23日に公開予定であった『謎メキ!花の天カス学園』の公開を記念するかたちで、2021年4月18日の『スペシャルサンデー』でも放送された。ここでの放送では、オープニング・エンディングと一部シーンがカットされた。

## あらすじ
ひろしは、メキシコの町に生息するサボテンの果実を集めるために双葉商事の部長から異動と同時に部長昇進を命じられる。はじめは単身赴任を考えていたものの、みさえから「家族はいつも一緒!」との一言により一家総出でメキシコへ引っ越しすることに。慣れ親しんだ春日部の住人達と涙の別れを告げることになった野原一家。メキシコのお姉さんはみんなスタイル抜群と聞いたしんのすけは喜んで旅立つ。
引っ越し先の町・マダクエルヨバカにて個性的なご近所さん達に囲まれ不安だらけの新生活が始まるが、そこでしんのすけ達を待ち受けていたのは人間を捕食する歩くサボテン・人喰いキラーサボテンだった。
果たして野原一家は、メキシコのご近所さん達と共にこのピンチを乗り越えることができるのか!?

## 本作のキャラクター
マダクエルヨバカ町長 / ドゥヤッガオ・エラインデス
本名ドゥヤッガオ・エラインデス。野原一家の引っ越し先であるメキシコのモウクエンカ州にある橋を通した箇所以外は切り立った崖に囲まれている町「マダクエルヨバカ」の町長。排他的な性格で、ひろしをはじめとする野原一家を毛嫌いしており、まだ野原一家がバスに乗っていないにも拘らずバスを出発させるなど冷酷な態度をとっていた。一方で悪人ではなく、しんのすけと行動していた際にはお腹が空いた彼におやつをあげたり、トイレを我慢出来ないと言われ仕方なく草むらを町長の権限でトイレにする（本来は規則で禁止されている）など、優しさや融通の効いた一面も見せている。マダクエルヨバカ出身で寂れた故郷を仲間と共に復興させようとするが、次々に仲間が去って行ったためにキラーサボテンによる町おこしに拘るようになる。その後はキラーサボテンに執着し、キラーサボテンが食虫植物(正確には食人植物)である事が判明した後も「キラーサボテンとの共生」を唱えていたが、両親をキラーサボテンに捕食されたスマホちゃんに真っ向から否定されたことをきっかけに己の行動を反省するようになり、遂にはキラーサボテンに対抗しようとするひろし達にその対策を提案したり、最終決戦でも町を守るために自らが囮となって女王サボテンを誘導した。その後のエンディングではひろしと和解し、更には自身が建設した「サボテンランド」による町おこしを行う。
保安官
マダクエルヨバカの保安官。常に町長に従っており、町長の言葉をオウム返ししているが、一方では保安官としての実力や身体能力はそれなりに高く、実際にたくさんのキラーサボテンを一気に数発も撃ち抜いたり、キラーサボテンによる背後からの攻撃を避けてたりしていた。キラーサボテンが人々を襲い始めた際は二丁拳銃で退治し、女王サボテンのつぼみを撃ち落そうとするも町長に止められ、直後に復活したキラーサボテンにより捕食される。
しんのすけがカロリーナへのお土産にとサボテンの実を乱獲した際には降ろしに向かった。
ホセ・メンドクセー
ひろしの異動に合わせて設立された双葉商事・マダクエルヨバカ支部で唯一の社員。オート三輪で特攻して野原一家のピンチを救うも油断から捕食されてしまう。
ネネ・ロドリゲス / レインボー仮面
覆面レスラー。力はかなり強くガタイと威勢は良いが、臆病な性格のために「膝を痛めた」と嘘をついてはリングに上がれずにいる。最初はキラーサボテンに立ち向かうことに怯えて逃げ回ったり、行方不明のしんのすけを探すみさえから同行を求められた際も嘘をついていたが、最終的には臆病な自身に嫌気が差したことで自ら立ち向かうことを決心し、最終決戦ではマリアッチと共に囮となってキラーサボテンに果敢に挑んだ。事件解決後はルチャドールとの試合に勝利するなどの大きな成長を見せる。
コミカライズ版では普段は肉屋で働いており、素顔になるとひまわりが怖がる。
ルチャドール
メキシカンスタイルのプロレスルチャリブレの男性選手。臆病なネネに高圧的な態度で接し、パシリに使っている。リングに上がったキラーサボテンと対峙するもプロレス技が通用せずに捕食される。その後のエンディングでは事件を通じて大きく成長したネネに敗北を喫する。
マリアッチ
メキシコ人の男性。ギターを片手に美しいもののために愛の歌を歌うと綺麗に語っているが、しんのすけからは「無職のおじさん」と馬鹿にされている。当初はネネ同様キラーサボテンにかなり怯えていた。キラーサボテンに襲われた後でオネエになるという驚くべき変貌を遂げてしまうが、最終決戦ではキラーサボテンの音に反応する性質を利用してギターを手にレインボー仮面と共に囮となってキラーサボテンに挑んだ。
コミカライズ版では野原家の隣家住まいである。
カロリーナ
しんのすけが通うことになったマダクエルヨバカ幼稚園の幼稚園教諭。明るい性格かつナイスバディで、また踊りが得意であるためにお尻のキレはしんのすけも感心する程である。また、キラーサボテン達と互角に渡り合う程の実力を持っており、その他にも服に石を包んで鞭のように振り、錠前を破壊できる程の力量も秘めている。非常に生徒思いでしんのすけが行方不明になった際は野原家と共にしんのすけを探しており、最終決戦ではみさえからしんのすけの事を頼まれるほど信頼されていた。事件解決後は約束通りしんのすけとダンスを踊った。
スマホ
本名フランシスカ。野原家の新しい家の近所に住むメキシコ人の少女。思春期故に口が悪く、人見知りで、不機嫌である。良くスマホで写真を撮っている。スマートフォンを大事に持ち歩いていることを知ったしんのすけにこのあだ名を付けられていた。当初はしんのすけに話しかけないでと冷たくあしらう一方で、事件の際には危険と分かってスーパーへ共に向かう行動力を見せたり物事を冷静に見極めていた。両親をキラーサボテンに捕食されたが、それでもできる限り冷静に行動していたものの、ドゥヤッガオとひろしが言い合いになった際には涙を流しながらドゥヤッガオに怒りをあらわにした。その後自分の家族も助けようとしたしんのすけ達に心を開き本名を明かした（ただししんのすけからはスマホちゃんと呼ばれている）。最終決戦ではしんのすけと共に貯水タンクの栓を開けに行き、その際に所持していたスマートフォンを犠牲にしながらも貯水タンクの栓を開けることに成功した。事件解決後は両親と再会し、更には事件を通じてしんのすけとも打ち解けており、元気よくしんのすけに挨拶する姿や彼と仲良く遊ぶ姿などが見られた。
コミカライズ版では野原家の隣家住まいで、しんのすけと同い年くらいの3人の弟がいるが、両親がそちらにかかりきりのために反抗期を迎える。
イケガミーノ
サボテンフェスティバルに招待されたサボテン研究家。疑問を問いかけられると「いい質問ですねえ」と返す癖があり、終盤でもキラーサボテンに捕食されたにも関わらずに生きていた理由を簡単に説明していた。またしんのすけ達に食虫植物のことやサボテンの特徴について教えたが、後にバスまで逃げる際にはキラーサボテンに追いつかれて捕食されてしまう。
パブのオーナー
白髪頭の年配の男性。生存者を自身の店に匿い、更には疲労困憊した野原一家にコーラを振る舞った。その後、店内に侵入してきたキラーサボテンにショットガンで応戦するが、あっけなく捕食される。
肉屋の店長
パブに逃げ込んだ生存者の一人。電波が生きているかを携帯電話を確かめるも繋がっておらず、更にはバスまで逃げる際に肉切り包丁でキラーサボテンに応戦したところをあっけなく捕食される。
バス運転手
都市部とマダクエルヨバカを結ぶバスの運転手。運転する際にラテン系の音楽を流しており、これがキラーサボテンの習性が判明する鍵にもなっている。人気のないバス停でルチャリブレの雑誌を読んでいたところを騒動に巻き込まれ、そのまま生存者を乗せたバスを運転するが、直後にバス内に侵入してきたキラーサボテンに捕食される。
ウガ・アーナ
メキシコテレビ局のレポーター。サボテンフェスティバルを中継するためにヘリコプターでマダクエルヨバカに向かうも騒音で集まった大量のキラーサボテンにヘリコプターごと捕食される。
ウノ、ドス、トレス
シロが出会ったチワワの3兄弟。柄が悪く当初はシロのエサを奪うなどしていたが、後にキラーサボテンに襲われた際には家に置いていかれていたシロに助けられたのを機に彼の仲間に加わる。それ以降はシロと共に首にスカーフをまいている。終盤ではシロと共に落下中のしんのすけの助太刀に入った。
日本エレキテル連合
マダクエルヨバカに来ていた観光客である初老男性の細貝さんとそのロボット。マダクエルヨバカがキラーサボテンに襲撃された時は偶然にもその猛威から逃れていたらしく、街のカフェであけみちゃん相手に言い寄っていたところをシロに目撃されるが、その直後に2人（正確には1人と1体）ともキラーサボテンに捕食されてしまう。しかし、あけみちゃんはロボットであるためにすぐに吐き出された。
キラーサボテン
本作における悪役。ドラゴンフルーツに似た美味しい実を付けるとして町の人々から大切にされていたが、正体は虫を食べる食虫植物ならぬ｢食人植物｣。町の中心部にある女王を中心に活動し、根を使って移動して聴覚で獲物を認識して捕食するが、臭気の強いものやヘリコプターの部品等は飲み込めずにすぐに吐き出してしまう。生命力も強く、拳銃やショットガンによる銃撃やダイナマイトで爆破されるなどして大きく損傷しても、接ぎ木を利用して欠片を集合させて復活してしまう。しかし、水を浴びると復活することなく一瞬で完全に枯れてしまうという弱点がある。
最終決戦では全個体が女王と合体して超巨大化するが、最期は水の入ったサボちゃんバルーンにしんのすけが別れの際に受け取ったカスカベ防衛隊のバッジに付いていた安全ピンで穴を開けられたことで出てきた大量の水を浴びて枯死した。
騒乱から数日後にキラーサボテンが全滅した事で、ひろしが双葉商事の部長から命じられた「メキシコの町に生息するサボテンの実の収集」が不可能となったため、野原一家は再び日本の春日部に引っ越し（厳密には「帰国」）することとなった。

## キャスト
- 野原しんのすけ - 矢島晶子
- 野原みさえ - ならはしみき
- 野原ひろし - 藤原啓治
- 野原ひまわり - こおろぎさとみ
- シロ､ 風間くん - 真柴摩利
- ネネちゃん - 林玉緒
- マサオくん - 一龍斎貞友
- ボーちゃん - 佐藤智恵
- 園長先生 - 納谷六朗（ライブラリ出演）
- よしなが先生 - 七緒はるひ
- まつざか先生 - 富沢美智恵
- 上尾先生 - 三石琴乃
- 風間くんのママ - 玉川砂記子
- 隣のおばさん - 鈴木れい子
- 本田ケイコ（おケイ） - 高山みなみ
- 小山むさえ - 根谷美智子
- 大原ななこ - 伊藤静
- ヨシりん - 阪口大助
- ミッチー - 大本眞基子
- 部長 - 大友龍三郎
- 細貝さん - 中野聡子（日本エレキテル連合・本人役）[4]
- 朱美ちゃん - 橋本小雪（日本エレキテル連合・本人役）[4]
- ウガ・アーナ - 宇賀なつみ（当時テレビ朝日アナウンサー）
- ホセ・メンドクセー - うえだゆうじ
- イケガミーノ - 田村健亮
- 保安官 - 勝杏里
- パブのオーナー - 宮澤正
- 肉屋の店長 - 木村雅史
- サボちゃん - 伊東みやこ
- メキシコTV番組 - 滝沢ロコ、河崎早春、前島貴志
- ルチャドール - 北村謙次
- チワワ - 佐藤奏美
- スマホ（フランシスカ） - 指原莉乃（当時HKT48）[4]
- カロリーナ - 坂本真綾[16]
- マリアッチ - 浪川大輔[16]
- ネネ・ロドリゲス（レインボー仮面） - 堀内賢雄
- マダクエルヨバカ町長（ドゥヤッガオ・エラインデス） - 平田広明

## スタッフ
- 原作 - 臼井儀人（らくだ社）
- 監督 - 橋本昌和
- 脚本 - うえのきみこ
- 美術監督 - 沖吉真由美、高橋佐知
- キャラクターデザイン - 末吉裕一郎、原勝徳
- 作画監督 - 原勝徳、大森孝敏、針金屋英郎、末吉裕一郎
- 色彩設計 - 今泉ひろみ
- 撮影監督 - 梅田俊之
- ねんどアニメ - 石田卓也
- 音楽 - 荒川敏行、澤口和彦
- 音響監督 - 大熊昭
- 編集 - 三宅圭貴
- チーフプロデューサー - 和田泰、松久智治、鶴崎りか、箕浦克史
- 絵コンテ -  橋本昌和、増井壮一、髙橋渉、湯浅政明
- 演出 - 佐藤まさふみ、高橋渉
- 作画監督補佐 - 間々田益男
- メキシコキャラクター原案・サボテンデザイン - EunYoung Choi
- マダクエルヨバカMAPデザイン - 柳原康之、瀬戸枝里子
- 動画検査 - 小原健二
- 動画 - スタジオりぶら、OH!プロダクション、夢弦館、ディオメディア、マービンアニメーション、ベガエンタテイメント、スタジオエル、ORANGE、シンエイ動画、CLC、えりある、たくらんけ、ライデンフィルム、スタジオタージ、R.I.C、ピー・アール・エー作画部
- 色彩設計補佐 - 松谷早苗、蝦名佳代子、戸部敦子
- 仕上 - ライトフット、トレース・スタジオM、Wish、ベガエンタテイメント、スタジオエル、ORANGE、CLC、スタジオタージ、R.I.C
- 特殊効果 - 佐藤香織（アニメフィルム）
- CGI - つつみのりゆき
- 背景 - アトリエローク07、NAM HAI ART、NARA Animation背景部、GACHI PRODUCTION、スタジオ・ユニ、STUDIO SEY
- 撮影 - アニメフィルム
- 撮影協力 - アムガ、ライトフット
- 音響制作 - AUDIO PLANNING U
- 音響効果 - Fizz Sound Creation 庄司雅弘、松田昭彦
- アニメーション作画協力 - サイエンスSARU
- 制作デスク - 國安真一、山崎智史
- 制作進行 - 新垣貴大、伊藤貴徳、宇佐美翔平、宇佐美裕世、大庭千鶴、近藤慶一、北野巧
- プロデューサー - 吉田有希、八木征史、中世古裕美、鈴木健介
- 制作 - シンエイ動画、テレビ朝日、ADK、双葉社
- 配給 - 東宝

## 主題歌
- オープニングテーマ - 「キミに100パーセント」（ワーナーミュージック・ジャパン/unBORDE）
  - 作詞・作曲・編曲 - 中田ヤスタカ / 歌 - きゃりーぱみゅぱみゅ
- 挿入歌 - 「マリアッチ 愛の歌」「マリアッチ 喜びの歌」「愛して、アミーゴ」
  - 作詞 - 橋本昌和 / 作曲 - 荒川敏行 / 歌 - マリアッチ（浪川大輔）
- 挿入歌 - 「サボテン体操」
  - 作詞 - 橋本昌和 / 作曲 - 荒川敏行 / 歌 - メキシコの幼稚園児たち
- エンディングテーマ - 「OLA!!」（セーニャ・アンド・カンパニー）
  - 作詞・作曲 - 北川悠仁 / 編曲 - 前山田健一 / 歌 - ゆず

ED後、第11作目以来となるエピローグが挿入される。

## 映像ソフト化
2015年11月6日にバンダイビジュアルからBDとDVDでリリース。BDのみの映像特典としては、短編「シロの引越し物語だゾ」が収録されている。

## 受賞
- 第25回日本映画批評家大賞 - アニメーション部門監督賞（橋本昌和）[18]